# Costantino Ducas di Tessaglia
Costantino Ducas (in greco Κωνσταντίνος Δούκας?, Kōnstantinos Doukas; ... – 1303) fu sovrano della Tessaglia dal 1289 circa alla sua morte nel 1303.

## Biografia
Costantino Ducas era il secondo figlio di Giovanni I Ducas di Tessaglia e di sua moglie, conosciuta solo con il nome monastico di Hipomona (“Pazienza”). Succedette al padre nel 1289 o prima, come sovrano della Tessaglia, fino alla sua morte nel 1303. Dal 1295 circa ebbe il titolo di sebastocratore. All'inizio del suo regno, essendo minorenne, si trovava sotto la reggenza di Anna Paleologa Cantacuzena. Suo fratello minore Teodoro Angelo fu il suo co-regnante fino alla sua morte, avvenuta intorno al 1299.
All'inizio del suo regno, la madre di Costantino avviò trattative con l'Impero bizantino e, in cambio del riconoscimento della nominale sovranità bizantina, Costantino fu investito del titolo di sebastocratore. Costantino continuò la guerra iniziata del padre contro Niceforo I Comneno Ducas d'Epiro e i suoi alleati angioini. La campagna del 1295 portò all'occupazione da parte delle forze della Tessaglia delle fortezze che Niceforo aveva assegnato come dote a sua figlia Thamar Angelina Comnena Ducena quando sposò Filippo I di Taranto, figlio del re Carlo II di Napoli e di Maria d'Ungheria. La maggior parte di queste conquiste fu persa dagli Angioini nel 1296, quando fu firmata una tregua. Nel 1301 seguirono altri scontri e Angelocastro, nella regione della Etolia-Acarnania, dovette essere restituito a Filippo di Taranto. Non si sa praticamente nient'altro del regno di Costantino, che morì nel 1303.

## Matrimonio e discendenza
L'identità della moglie è sconosciuta; Karl Hopf sosteneva che si chiamava Anna Evagionissa e che sopravvisse a Costantino, morendo nel 1317. La coppia ebbe almeno un figlio, Giovanni II Ducas, che succedette come sovrano della Tessaglia.